# 악령의 분신
《악령의 분신》(영어: Bad Dreams)은 미국에서 제작된 앤드루 플레밍 감독의 1988년 초자연 공포 스릴러 영화이다. 제니퍼 루빈 등이 출연하였고, 게일 앤 허드 등이 제작에 참여하였다.

## 출연진
- 제니퍼 루빈
- 브루스 애벗
- 리처드 린치
- 딘 캐머런
- 해리스 율린
- 수전 반스
- 존 스콧 클루프
- E. G. 데일리
- 더미타 조 프리먼
- 루이 지엄발보
- 수전 루탠
- 사이 리처드슨

## 기타 제작진
- 협력 제작: 지니 뉴전트
- 미술: 이보 크리스탄테
- 의상: 데버라 에버턴